# Mourite
La mourite è un minerale.